# Schivereckia doerfleri
Schivereckia doerfleri là một loài thực vật có hoa trong họ Cải. Loài này được (Wettst.) Bornm. miêu tả khoa học đầu tiên năm 1921.